# Agression occasionnant des lésions corporelles
En Angleterre, au pays de Galles, en Irlande du Nord et d'autres pays du Commonwealth, une agression occasionnant des lésions corporelles (en anglais, « Assault occasioning actual bodily harm », souvent abrégé dans cette langue par « Assault O.A.B.H. » ou en plus court par ABH) est une infraction statutaire d'agression aggravée.
En Angleterre, au pays de Galles et en Irlande du Nord, l'infraction est définie par la section 47 du Offences against the Person Act 1861 (Loi sur les infractions contre la personne) :

« 47. Quiconque pourrait être condamné par une mise en accusation de n'importe quelle infraction occasionnant des lésions corporelles est passible [...] d'être soumis à une servitude pénale [...] »

## Droit comparé

### Droit canadien
En droit pénal canadien, une infraction plus ou moins équivalente est l'infliction de lésions corporelles de l'article 267 b) du Code criminel (infliction de lésions corporelles)

« 267 Est coupable d’un acte criminel passible d’un emprisonnement maximal de dix ans ou d’une infraction punissable sur déclaration de culpabilité par procédure sommaire quiconque, en se livrant à des voies de fait, selon le cas :
b) inflige des lésions corporelles au plaignant; »

Une autre infraction similaire est la voie de fait causant illégalement des légions corporelles à l'article 269 du Code criminel : 

« 269 Quiconque cause illégalement des lésions corporelles à une personne est coupable :
a) soit d’un acte criminel et passible d’un emprisonnement maximal de dix ans;
b) soit d’une infraction punissable sur déclaration de culpabilité par procédure sommaire. »

La lésion corporelle est définie à l'article 2 C.cr. comme étant une « blessure qui nuit à la santé ou au bien-être d’une personne et qui n’est pas de nature passagère ou sans importance ». 

### Citations originales
1. ↑  (en) « 47. Whosoever shall be convicted upon an indictment of any assault occasioning actual bodily harm shall be liable ... to be kept in penal servitude ... »